# Музейная игра

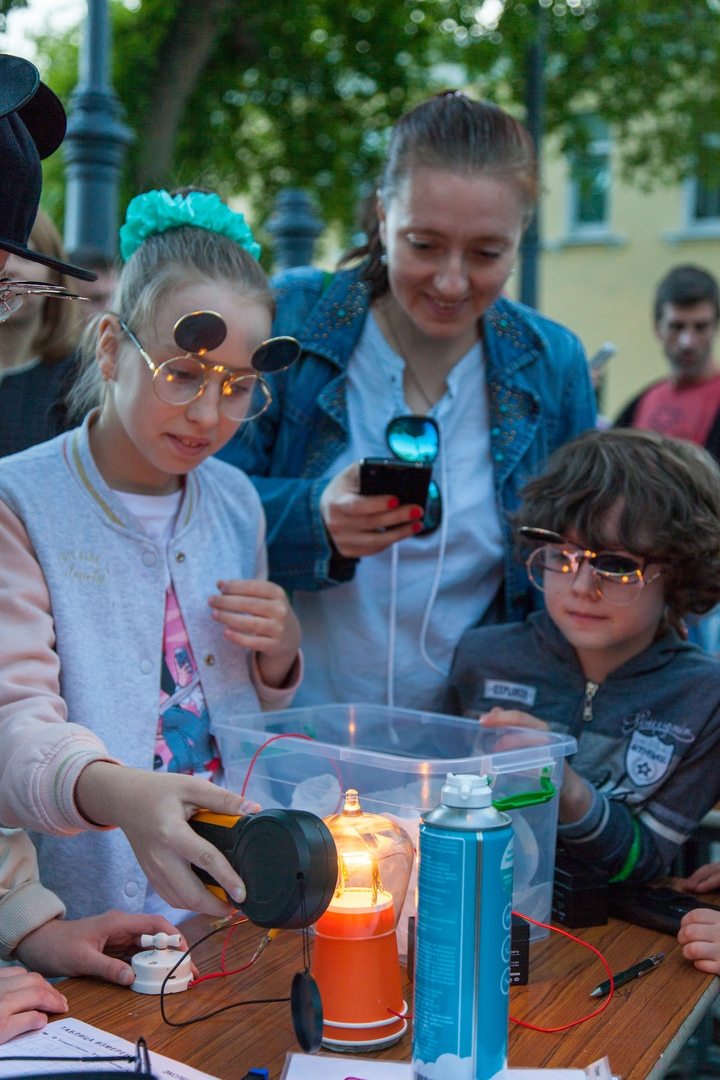

Музейная игра— метод, предполагающий создание игровой среды в музеях или в "музеефицированных" объектах как формат для знакомства посетителями с экспозицией или подачи им информации в интерактивной форме. Как форма музейной  интерактивной технологии, она предполагает активное участие аудитории  в процессе музейной коммуникации с целью обретения личного опыта для лучшего освоения музейного пространства. 
Музейные игры могут проводиться как интерактивные занятия, театрализованная экскурсия, ролевая игра.  В последнее время в музеях Европейских стран, США и России данная форма интерактивной музейной деятельности приобретает все большее значение, при контактах с детской и взрослой аудиторией.